# Faculté de génie industriel de Douala
La Faculté de Génie Industriel (FGI) de l’Université de Douala  est un établissement de l’Université de Douala au Cameroun, située au quartier Logbessou (à la limite entre PK16 et PK17).

## Historique
La faculté est créée par décret n°93/030 du 19 janvier 1993 portant organisation administrative et académique de l’Université de Douala et mise en service en décembre 2006.

## Filières ou départements disponibles
La Faculté formes dans des départements ou filières dont : 
- Technologie de Construction Industrielle (TCI),
- Génie Civil (GCI), Télécommunication et Technologie de l’Information et de la Communication (TTIC),
- Pêche industrielle (PEI),
- Hygiène Sûreté et Sécurité Industrielle (HSSI),
- Robotique Industrielle (ROI), Génie Chimique (GCH),
- Technologie Automobile (TAU), Génie de Procédés (GPR)[1].